# Lobougoula
Lobougoula is een gemeente (commune) in de regio Sikasso in Mali. De gemeente telt 31.200 inwoners (2009).
De gemeente bestaat uit de volgende plaatsen:
- Bagnabougou
- Dioukasso
- Fantarasso
- Gueneba
- Kadiorni
- Karbasso
- Kinasso
- Konzasso-Diassa
- Konzasso-Fourou
- Koroma
- Kotorola
- Kotoumana
- Lobougoula
- Mougnina
- Mpelasso
- N'Golokasso
- N'Goloniena
- N'Gorona
- N'Tessoni
- N'Torla
- Nagnasso
- Napanasso
- Nièguèdougou
- Pissasso
- Pitagalasso
- Senani
- Sirapha-Diassa
- Sokourani
- Sopi
- Sotian
- Souroukoudingue
- Terebougou
- Zacko
- Zanasso
- Ziasso